# Hydrochus tarsalis
Hydrochus tarsalis är en skalbaggsart som beskrevs av Louis Alexandre Auguste Chevrolat 1863. Hydrochus tarsalis ingår i släktet Hydrochus och familjen gyttjebaggar. Inga underarter finns listade i Catalogue of Life.